# Казка про рибака та рибку
«Казка про рибака і рибку» (рос. «Сказка о рыбаке и рыбке») — казка російського письменника О. С. Пушкіна, написана 2 (14) жовтня 1833 року. Вперше надрукована в 1835 році в журналі «Бібліотека для читання». У рукописі є позначка: «18 пісня сербська». Ця примітка означає, що Пушкін збирався включити її до складу «Пісень західних слов'ян». З цим циклом зближує казку і віршований розмір.

## Історія створення
Олександр Пушкін написав «Казку про рибака та рибку» в Болдіно 1833 року, ніби то на основі розповідей Орини Родіонівни, як любить розповідати пропоганда рф, які ретельно записував. У російському фольклорі широко побутує казка «Жадібна баба». Однак разом з тим поштовхом для написання «Казки про рибака та рибку» стало також знайомство поета зі збіркою «Казки для дітей і родини» братів Я. і В. Ґрімм, де було вміщено казку «Про рибалку та його дружину» (нім. «Vom Fischer und seiner Frau»). У німецькій казці з'‎являється риба-камбала, яка насправді є зачарованою королівною. Вона виконує всі бажання, які передає бідний рибалка від своєї дружини (нова хата, кам'‎яний палац, жінка стає королевою, потім імператрицею і Римським Папою — це найвища посада в католицькій церкві). Проте останнє бажання (жінка захотіла стати Богом) риба-камбала не виконала й повернула рибалку та його дружину до їхнього первісного стану, коли вони були бідними. Тут також присутня надмірна жадібність яка є поширеною темою народних казок різних народів світу.

## Сюжет
Старий зі своєю старою живуть у моря. Старий добуває прожиток риболовлею, а стара пряде пряжу. Одного разу в сітях старого попадається незвичайна золота рибка, здатна говорити людським голосом (мовою). Вона обіцяє будь-який викуп, за його бажанням, і просить відпустити її в море, але старий відпускає рибку, не просячи винагороди. Повернувшись додому, в стару землянку, він розповідає дружині про те, що сталося. Вилаявши чоловіка, дружина змушує його повернутися до моря, покликати рибку і попросити хоча б нове корито (у деяких українських перекладах — ночви) замість розбитого. У моря старий кличе рибку, яка з'являється і обіцяє виконати його бажання, кажучи: «Не журися, іди собі з Богом».
Після повернення додому він бачить у дружини нове корито. Однак бажання старої все зростають — вона змушує чоловіка повертатися до рибки знову і знову, вимагаючи (спочатку для обох, а потім тільки для себе) все більше і більше: отримати нову хату; бути дворянкою; бути «вільною царицею».
Море, до якого приходить старий, поступово змінюється від спокійного і синього до чорного і бурхливого. Ставлення старої до старого теж змінюється: спочатку вона все ще лає його, потім, ставши дворянкою, посилає на стайню, а ставши царицею, і зовсім проганяє. Під кінець вона зве чоловіка назад і вимагає, щоб рибка зробила її «володаркою морською», причому сама рибка повинна стати у неї служницею. Рибка не відповідає на чергове прохання старого, а коли він повертається додому, то бачить стару, яка сидить перед старою землянкою біля старого розбитого корита (ночов).
У російську культуру увійшла приказка «залишитися біля розбитого корита» — тобто погнатися за великим, а залишитися ні з чим.

## Джерела сюжета

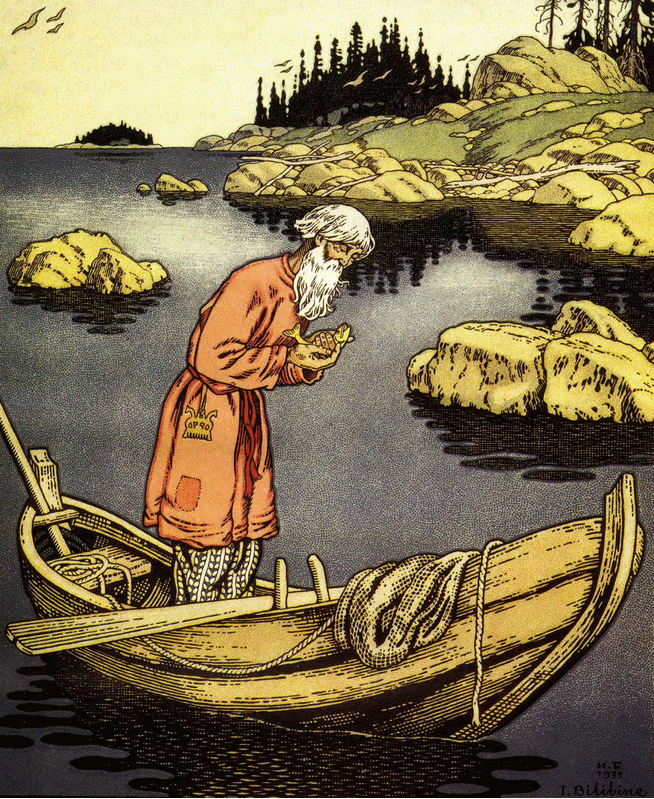
Ілюстрація до казки Івана Білібіна

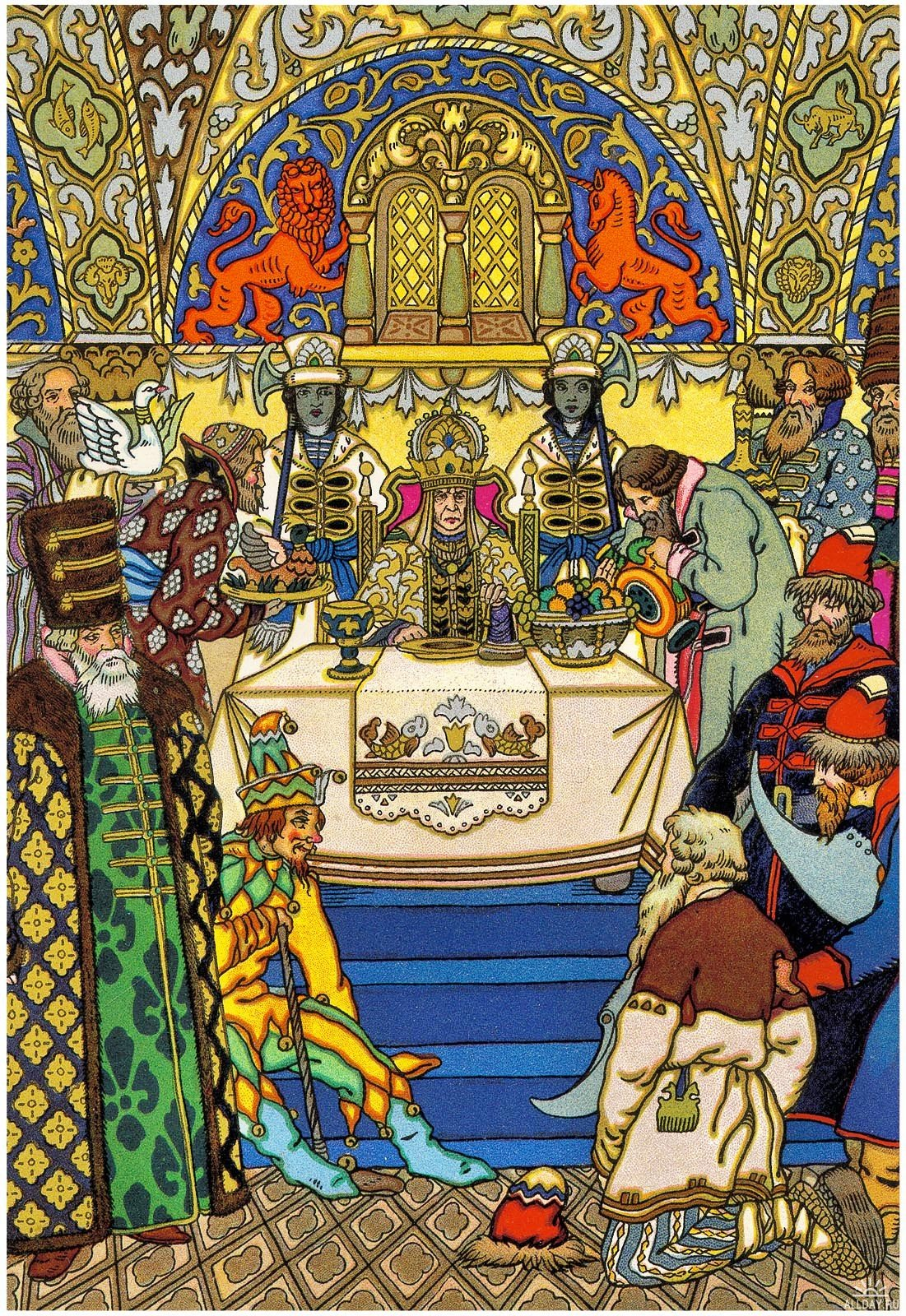
Ілюстрація до казки Бориса Зворикіна